# Lloyd Wright
Ne pas confondre avec son père, l’architecte Frank Lloyd Wright
Pour les articles homonymes, voir Wright.
Frank Lloyd Wright, Jr., dit Lloyd Wright (né le 30 mars 1890 à Oak Park, Illinois – mort le 31 mai 1978 à Santa Monica), est un architecte et paysagiste américain. Il était le fils de Frank Lloyd Wright et de Catherine Lee « Kitty » Tobin, la première épouse de celui-ci. Son jeune frère John Lloyd Wright était également architecte.

## Galerie photographique

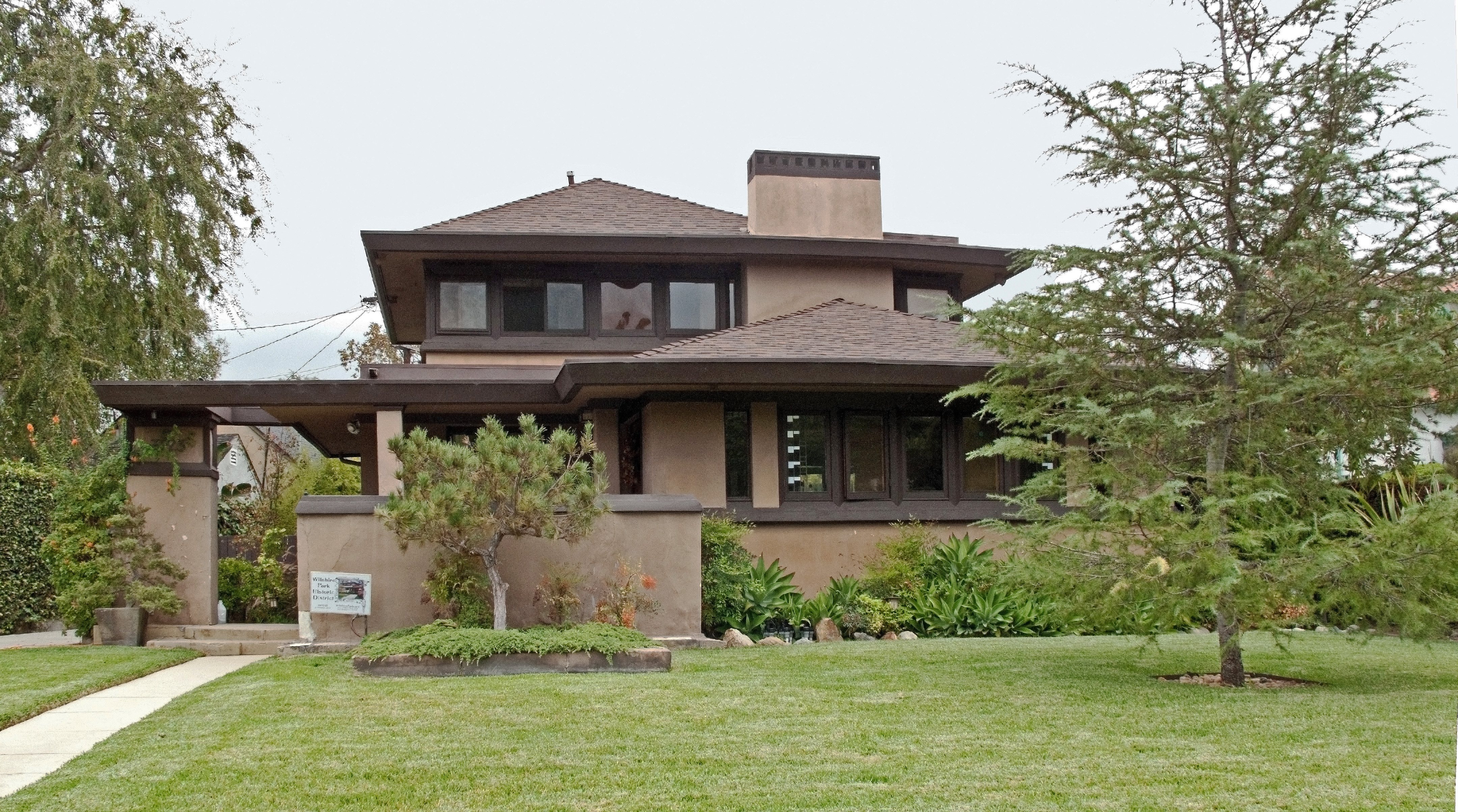
Weber House, Los Angeles
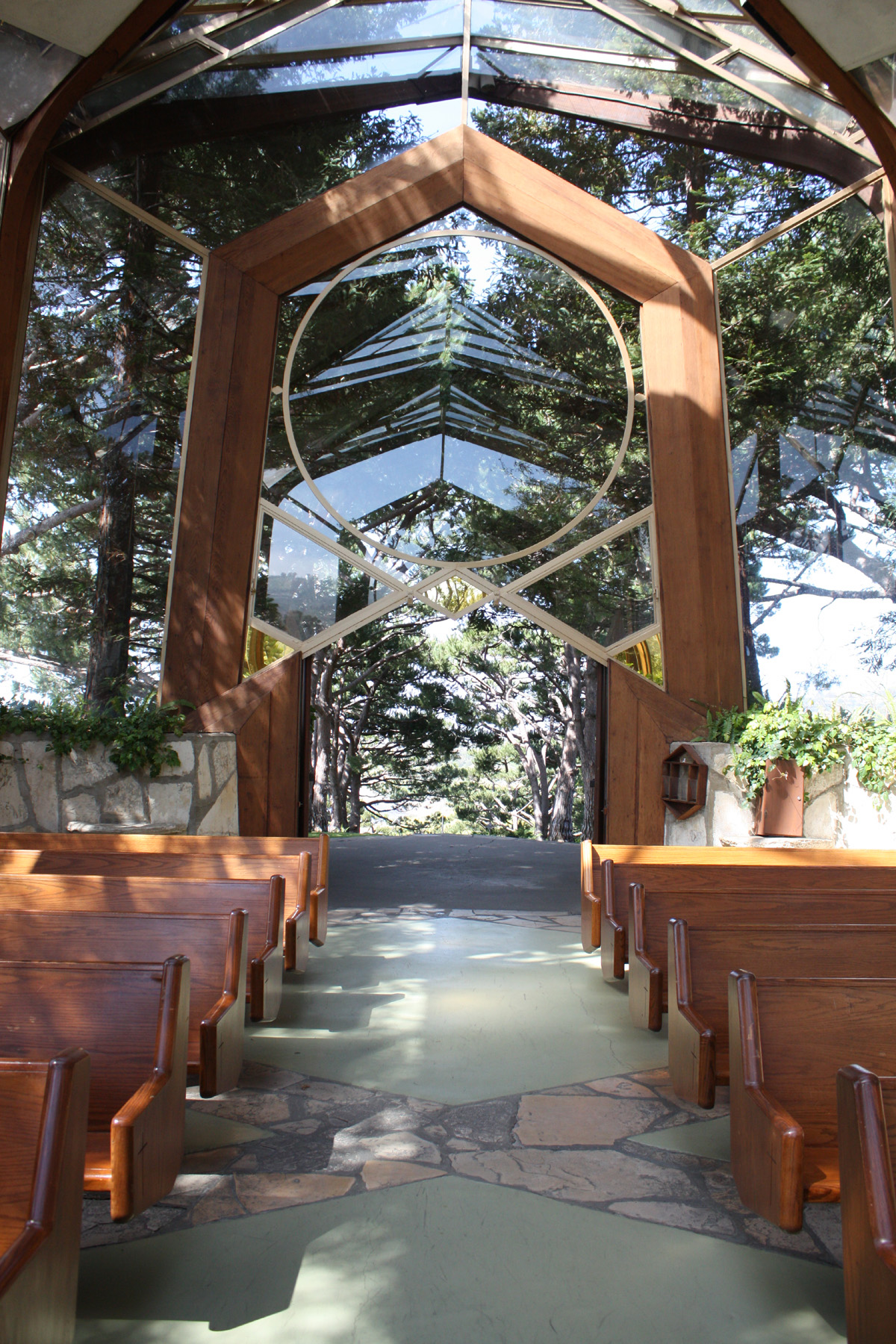
Wayferers Chapel

## Source
- (en) Cet article est partiellement ou en totalité issu de l’article de Wikipédia en anglais intitulé « Lloyd Wright » (voir la liste des auteurs).